# Банат у Другом светском рату
Банат је у току Другог светског рата (од 1941. до 1944. године) био аутономни политички ентитет у саставу Србије под немачком окупацијом. Ентитет је успостављен после окупације и поделе Краљевине Југославије од стране сила Осовине. Иако је званично био у саставу Србије, Банат је имао аутономију и власт у њему је била у рукама локалне немачке мањине. Обласни цивилни комесар био је Јозеф-Сеп Лап. После пораза Сила Осовине 1944. године и завршетка немачке окупације Србије ова област се опоравила и највећи део територије Баната је припојен аутономној покрајини Војводини у саставу нове социјалистичке Србије и СФРЈ.

## Историја
Циљ месних банатских Немаца је био да од Баната формирају посебну државу Подунавских Немаца повезану са Трећим рајхом. Стога су локалне немачке власти почеле да прогањају Србе (који су били најбројнија етничка група у Банату), као и Јевреје и Роме.
Немачки окупатори су увели антијеврејске мере одмах после инвазије и окупације Краљевине Југославије. Чланови Јеврејске заједница града Зрењанина су одведени у концентрациони логор Ташмајдан близу Београда где су погубљени. Септембра 1941. године су извршена масовна вешања српских и јеврејских цивила. Јевреји су присилно укључени у радне батаљоне и отерани на присилан рад од стране немачких окупационих власти. Августа 1942. године немачки званичници објавили су да је Банат очишћен од Јевреја. Током рата, на локалитету који је данас познат под називом Стратиште близу села Јабука, немачка војска је убила око 20.000 лица која су већином доведена из концентрационог логора Сајмиште близу Београда. На истом месту, немачка војска је користила пећ за спаљивање. Највећи број банатских Јевреја убијен је на том месту.

## Становништво

### Национална припадност
Према попису из 1931. године, популација у Банату је износила 585.579 становника, укључујући:
- Срби = 261.123 (44,59%)
- Немци = 120.541 (20,58%)
- Мађари = 95.867 (16,37%)
- Румуни = 62.365 (10,65%)
- Словаци = 17.900 (3,06%)
- Хрвати = 12.546 (2,14%)

### Вероисповест
По вероисповести, становништво се изјашњавало (по попису 1931):
- Православни = 321.262 (56,71%)
- Католици = 196.087 (34,62%)
- Протестанти = 37.179 (6,56%)
- Остали = 11.932 (2,11%)

- Говорни језици у Војводини 1931. године

## Ратни злочини
Током рата, немачке окупационе трупе убиле су 7.513 становника Баната, укључујући:
- 2.211 лица која су убијена директно
- 1.294 лица која су послата у концентрационе логоре и тамо убијена
- 1.498 лица која су послата на присилан рад и тамо убијена
- 152 лица која су мобилисана и касније убијена
- 2.358 убијених чланова покрета отпора

Од укупног броја жртава (не рачунајући убијене чланове покрета отпора), 4.010 били су мушкарци, 631 биле су жене, 243 била су старија лица, и 271 била су деца.